# Juan Ingaramo
Juan Ingaramo (Córdoba, 10 de enero de 1987) es un cantante argentino de género popular.

## Biografía

### Niñez y juventud
Nacido en el barrio San Vicente de Córdoba el 10 de enero de 1987, es el hijo mayor de una familia de músicos. Su abuelo es un tanguero clásico y su padre, Mingui Ingaramo, es un jazzista, integrante de Grupo Encuentro y los Músicos del Centro, banda pionera del jazz-rock en Argentina. Desde chico Ingaramo que se vio atraído por el piano de la casa de su abuelo. Su madre, pedagoga, lo llevó a estudiar guitarra a los siete años, hasta que, a los once, cuando vio tocar al Mono Fontana en un show que dio en el Edén -el legendario hotel de La Falda-, se encontró por primera vez con una batería y se enamoró del instrumento. Debido a que con su familia vivían en un departamento, tuvo que esperar hasta los 14 para que le compraran la suya.
Su tío Juan Carlos Ingaramo, hermano de Mingui, también es pianista y músico

### Carrera musical
Según Ingaramo, luego del lanzamiento del disco, estuvo reunido con músicos de diferentes estilos para pensar sus siguientes pasos. A fines de 2018 estuvo en Colombia, buscando entender los ritmos del Caribe y gestando nuevas ideas, propuestas y alianzas con algunos de los principales productores de reguetón del continente, como Disoundbwoy, Pardo (que trabajó en Vibras de J Balvin), Ovy on the Drums (Bad Bunny, Paulo Londra, Becky G), los Icon Music y otros. Además, en sintonía con sus raíces de rock nacional, también se junta una vez por semana con el Cuino Scornik y Nico Landa (habituales colaboradores de Andrés Calamaro), generalmente en horarios de trasnoche, para escribir letras.
Durante el 2019 lanzó una serie de sencillos que tuvieron gran rotación en los medios: Romeo y Violeta, El Campeón, Clave (ft. Miranda!), Cuartefunk y Cambias mi amor (cover de Tru-la-lá). Fue nominado a un Grammy Latino en la categoría “Mejor artista nuevo”.

## Vida personal
Desde 2015 está en pareja con la actriz Violeta Urtizberea. En 2019 se convirtieron en padres de una niña a la que llamaron Lila.

## Discografía
Álbum de estudio
- 2014: Pop nacional
- 2016: Músico
- 2018: Best Seller
- 2021: La batalla
- 2023: Welcome To Córdoba City

EP
- 2012: De la ida

## Premios y nominaciones
| Año  | Premio                | Categoría                   | Trabajo nominado        | Resultado | Ref.  |
| ---- | --------------------- | --------------------------- | ----------------------- | --------- | ----- |
| 2019 | Premios Carlos Gardel | Grabación del año           | Best Seller             | Nominado  | [ 4 ] |
| 2019 | Premios Carlos Gardel | Mejor álbum pop alternativo | Best Seller             | Nominado  | [ 4 ] |
| 2022 | Premios Carlos Gardel | Mejor álbum pop alternativo | La batalla              | Nominado  | [ 5 ] |
| 2022 | Premios Carlos Gardel | Mejor canción de cuarteto   | «El fenómeno del mambo» | Nominado  | [ 5 ] |
| 2023 | Premios Carlos Gardel | Mejor álbum pop alternativo | Summer Pack             | Nominado  |       |